# Nnenna Nwakanma
Nnenna Nwakanma née en 1975 dans l’État d’Abia au sud-est du Nigeria, est une militante nigériane FOSS, organisatrice communautaire et conseillère en développement. Elle a travaillé pour les Nations unies pendant 15 ans. Elle est l'ambassadrice en chef du web (chief web advocate) au sein de la World Wide Web Foundation .

## Biographie
Nwakanma a travaillé avec les Nations unies pendant 15 ans .
Elle est cofondatrice de la Free Software and Open Source Foundation for Africa qu'elle copréside . Elle est une ancienne membre du conseil d'administration de l'Open Source Initiative. Elle a cofondé le Réseau Africain des Acteurs de la Société de l'Information et la Société Civile Africaine pour la Société de l'Information  dont elle est membre. Nnenna est également vice-présidente du Fonds de solidarité numérique. Auparavant, elle a été agent d'information pour l'Afrique de la Fondation Helen Keller.
Depuis 2019, elle est directrice des politiques par intérim pour la World Wide Web Foundation  où elle soutient les travaux sur l'Alliance for Affordable Internet  et le Web We Want .
Installée à Abidjan en Côte d'Ivoire  ayant vécu dans au moins 5 pays africains différents, elle parle couramment l'anglais, le français et une poignée de langues africaines.